# Protonarthron gracile
Protonarthron gracile là một loài bọ cánh cứng trong họ Cerambycidae.